# Kreuzbruch (Liebenwalde)
Kreuzbruch ist ein Ortsteil der Stadt Liebenwalde im Landkreis Oberhavel in Brandenburg.

## Geographie
Der Ort liegt vier Kilometer südsüdostwärts von Liebenwalde im Naturpark Barnim. Im Westen der Gemarkung bilden große Teile des Ortsteils das gleichnamige FFH-Gebiet. Noch größere Anteile gehören zum Vogelschutzgebiet und Landschaftsschutzgebiet Obere Havelniederung.

## Geschichte
Die Entstehung des Ortes beruht auf einer Verfügung von Friedrich Wilhelm I. aus dem Jahr 1717, mit der er die Urbarmachung des Creutzbruches und der Wahse anordnete. Im Folgejahr begannen überwiegend aus der Schweiz stammende Familien damit die neue Kolonie aufzubauen.
Die Dorfkirche aus dem 19. Jahrhundert wurde profaniert und zur privaten Nutzung verkauft.
Der Bahnhof Kreuzbruch  an der Heidekrautbahn war von 1905 bis 1997 in Betrieb.